# 伏見宮邦高親王
伏見宮邦高親王（ふしみのみや くにたかしんのう）は、室町時代後期の皇族。式部卿。世襲親王家の伏見宮第5代当主。貞常親王の第一王子。母は庭田重有の女の庭田盈子。後土御門天皇の猶子。

## 経歴
文明6年（1474年）に元服・親王宣下。永正13年6月30日（1516年）に出家。法名恵空。

## 系譜
- 妃：今出川教季の娘
  - 男子：貞敦親王（1488-1572）
- 妃：今出川興子 - 今出川公興の娘
  - 男子：海覚法親王（1499-1531） - 勧修寺
- 生母未詳
  - 男子：文山等勝 - 相国寺常徳院万松軒住持
  - 女子：玉姫宮（真照院） - 土佐一条房冬室